# ET Возничего
ET Возничего (лат. ET Aurigae) — одиночная переменная звезда в созвездии Возничего на расстоянии (вычисленном из значения параллакса) приблизительно 29543 световых лет (около 9058 парсеков) от Солнца. Видимая звёздная величина звезды — от +16m до +9,6m.

## Характеристики
ET Возничего — красная пульсирующая переменная звезда, мирида (M) спектрального класса M2e. Эффективная температура — около 3284 К.